# Theodore von Kármán

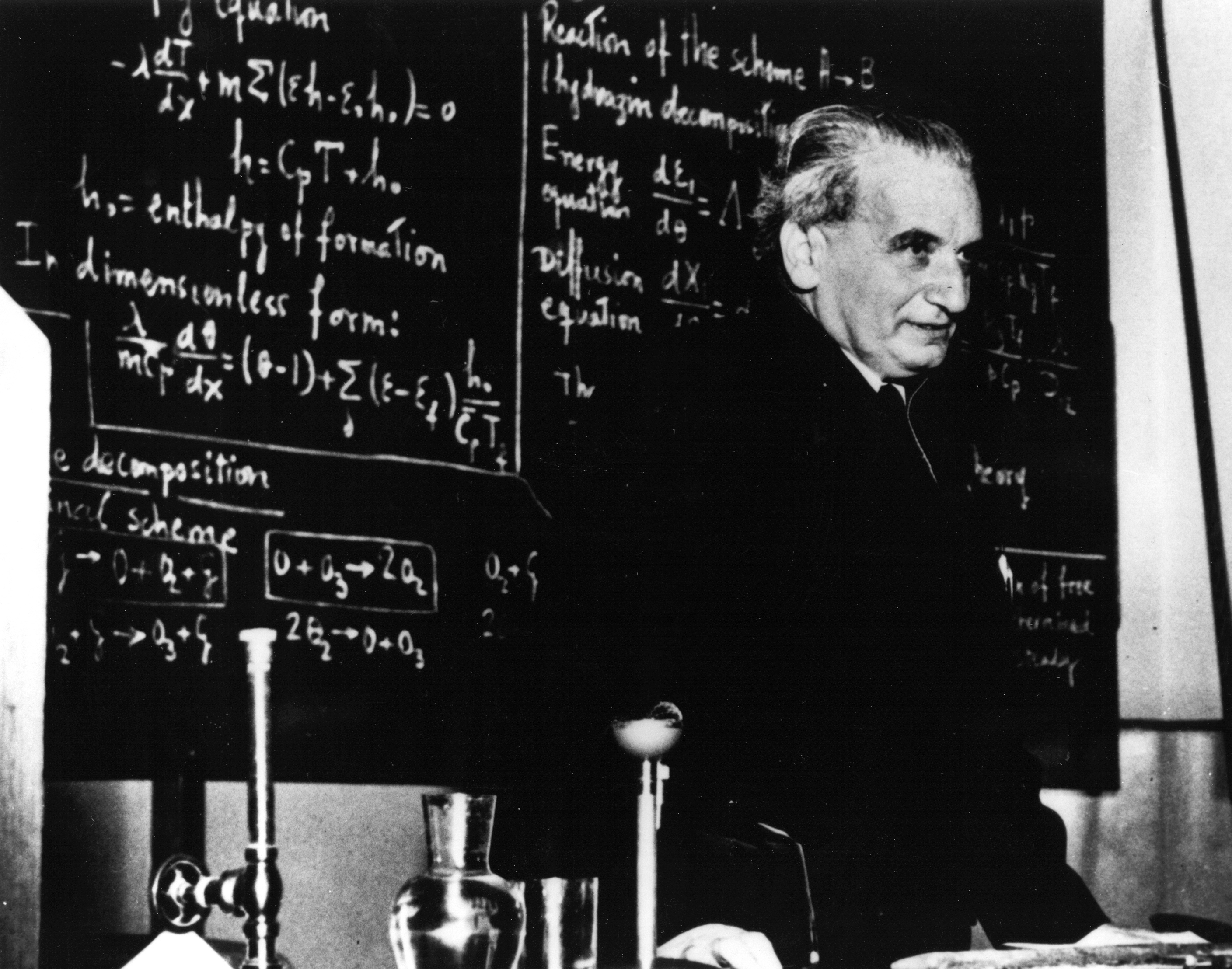
Theodore von Kármán (1950)

Theodore von Kármán (* 11. Mai 1881 in Budapest, Österreich-Ungarn als Tódor Kármán; † 7. Mai 1963 in Aachen) war ein ungarisch-amerikanischer Physiker und Luftfahrttechniker. Er gilt als Pionier der modernen Aerodynamik und der Luftfahrt- und Raketenforschung.

## Leben

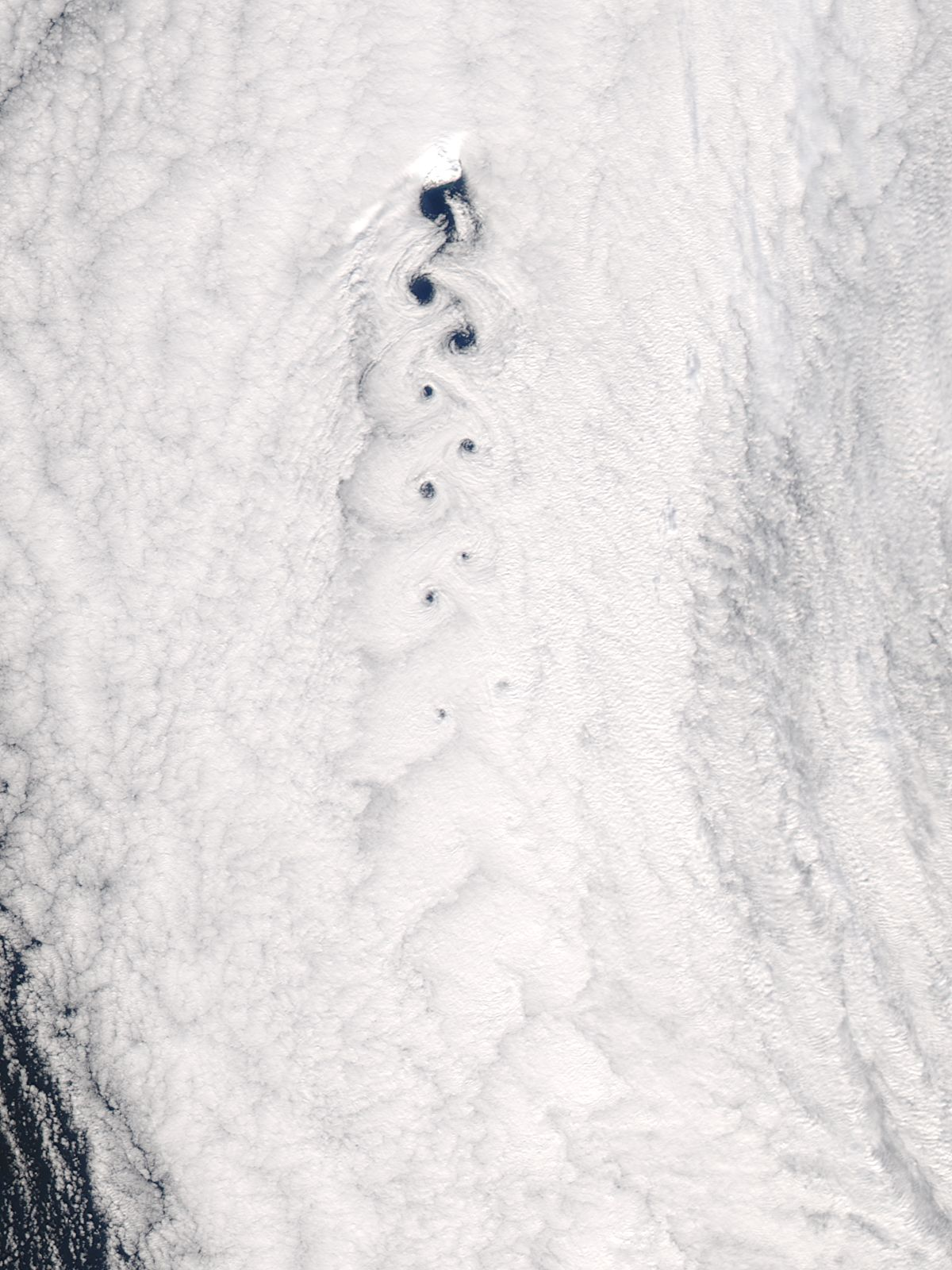
Durch den Beerenberg auf der Insel Jan Mayen verursachte Kármánsche Wirbelstraße in den Wolken

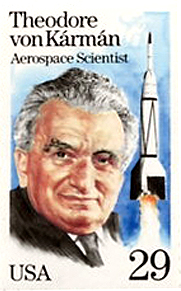
Theodore-von-Kármán-Briefmarke, USA 1991

Von Kármán wurde als drittes von fünf Kindern geboren und entstammte einer angesehenen jüdischen Familie aus Budapest. Sein Vater lehrte Pädagogik in Budapest. Sohn Theodore von Kármán studierte von 1898 bis 1902 Ingenieurwissenschaft an der Technischen Universität Budapest. 1903 arbeitete er als Hochschulassistent und zugleich auch bei Ganz & Cie. Ein Stipendium erlaubte ihm 1906 einen Wechsel an die Universität Göttingen zu Ludwig Prandtl und Felix Klein, wo er 1908 mit einer Arbeit über Elastizitätstheorie promovierte (Knickfestigkeit von Stäben). 1910 habilitierte er sich in Göttingen.
1911 und 1912 veröffentlichte von Kármán seine wohl bekannteste Arbeit über die später nach ihm benannten Kármánschen Wirbelstraßen. In Göttingen arbeitete er auch mit Max Born über spezifische Wärme in der Quantentheorie der Kristallgitter (Born-von-Kármán-Modell).
Mit einigen seiner frühen Arbeiten wird er auch zu den Pionieren der Plastizitätstheorie gezählt. 1910 und 1913 schrieb er die Artikel über Festigkeitslehre in der Enzyklopädie der mathematischen Wissenschaften (teilweise mit August Föppl) und 1910 erfand er das Triaxialgerät. Auch in den 1920er Jahren veröffentlichte er noch Arbeiten zur Plastizitätstheorie.
1913 folgte er einem Ruf an die „Königlich Rheinisch-Westphälische Polytechnische Schule“ zu Aachen (heute: RWTH Aachen), an der er fortan das Institut für Mechanik und flugtechnische Aerodynamik (heute Institut für Allgemeine Mechanik) leitete. Ab 1925 lebte er im benachbarten niederländischen Vaals.
Gegen Ende des Ersten Weltkrieges führte von Kármán gemeinsam mit den Konstrukteuren Stephan Petróczy von Petrócz und Wilhelm Zurovec im Auftrag der k.u.k. Armee erfolgreiche Flugversuche mit den nach ihnen benannten Schraubenfesselfliegern PKZ-1 und PKZ-2 durch. Durch solche senkrecht aufsteigenden Fluggeräte sollten die bis dahin üblichen Fesselballone zur Feindbeobachtung ersetzt werden. Der PKZ-2 erreichte eine Flughöhe von rund 50 Metern, was zu jener Zeit einen Rekord darstellte. Bei einem Demonstrationsflug am 10. Juni 1918 in Fischamend stürzte das Gerät ab. Der zu Ende gehende Krieg verhinderte eine weitere Entwicklung.
1919 war von Kármán ein enger Mitarbeiter von Béla Fogarasi in der Hauptabteilung für das Hochschulwesen der Ungarischen Räterepublik.
Im Jahr 1920 gründete von Kármán gemeinsam mit Wolfgang Klemperer die Flugwissenschaftliche Vereinigung Aachen, ein bis heute in der Luft- und Raumfahrtforschung aktiver Verein aus Studierenden der RWTH und FH Aachen. Von Kármán konstruierte dort gemeinsam mit Klemperer das Segelflugzeug FVA-1 „Schwatze Düvel“ anlässlich des „ersten Rhön-Gleit- und Segelflugwettbewerbes“, den Klemperer mit seiner Konstruktion siegreich beenden konnte.
Ab 1926 begann er seine Forschungstätigkeiten in die USA zu verlagern. Dort arbeitete er am California Institute of Technology, wo er 1929 die Leitung des Aeronautical Laboratory übernahm und bis 1949 behielt. Anfangs pendelte er zwischen den USA und Deutschland hin und her. 1933 stellte von Kármán in Aachen einen Antrag auf Beurlaubung, der ihm gewährt wurde, falls er danach mindestens ein ganzes Studienjahr in Aachen bliebe.
Im Frühjahr 1933 begannen auch an der RWTH Aachen die Denunziationsmaßnahmen der Studentenschaft. Hierbei ließen der ASTA (Allgemeiner Studentenausschuss) und die Studentenführer dem hierfür extra eingesetzten Denunziationsausschuss, bestehend aus Hermann Bonin, Hubert Hoff, Felix Rötscher, Adolf Wallichs, und Robert Hans Wentzel, Mitteilungen darüber zukommen, welche der Dozenten und Professoren „nicht arischer“ Abstammung waren oder vermeintlich oder tatsächlich eine unerwünschte politische Einstellung hatten. Von Kármán sollte demnach gemäß dem Gesetz zur Wiederherstellung des Berufsbeamtentums auf Grund seiner jüdischen Herkunft zusammen mit den anderen nicht „arischen“ Professoren Otto Blumenthal, Arthur Guttmann, Walter Maximilian Fuchs, Ludwig Hopf, Paul Ernst Levy, Karl Walter Mautner, Alfred Meusel, Leopold Karl Pick, Rudolf Ruer, Hermann Salmang und Ludwig Strauss die Lehrerlaubnis entzogen werden. 1934 wurde er aus dem Staatsdienst offiziell entlassen. Trotz der Entlassung wollte das deutsche Luftfahrtministerium den Experten für Aerodynamik als Berater engagieren, was von Kármán aber ablehnte.
In Pasadena, Kalifornien, baute von Kármán das Jet Propulsion Laboratory auf. Er war Berater der US Air Force und gründete das Aerospace Medicine Panel der Advisory Group of Aerospace Research and Development (AGARD), eine Luftfahrtforschungseinrichtung der späteren NATO. Im Jahre 1942 gründete er die Aerojet General Corporation. Sie wurde zu einem weltweit führenden Hersteller für Raketentechnologie.
Von dessen Gründung im Jahr 1956 bis zu seinem Tod war von Kármán in Belgien Institutsleiter des nach ihm benannten Von Karman Institut für Strömungsmechanik. Er verstarb 1963 während einer Kur in Aachen.

## Ehrungen und Mitgliedschaften

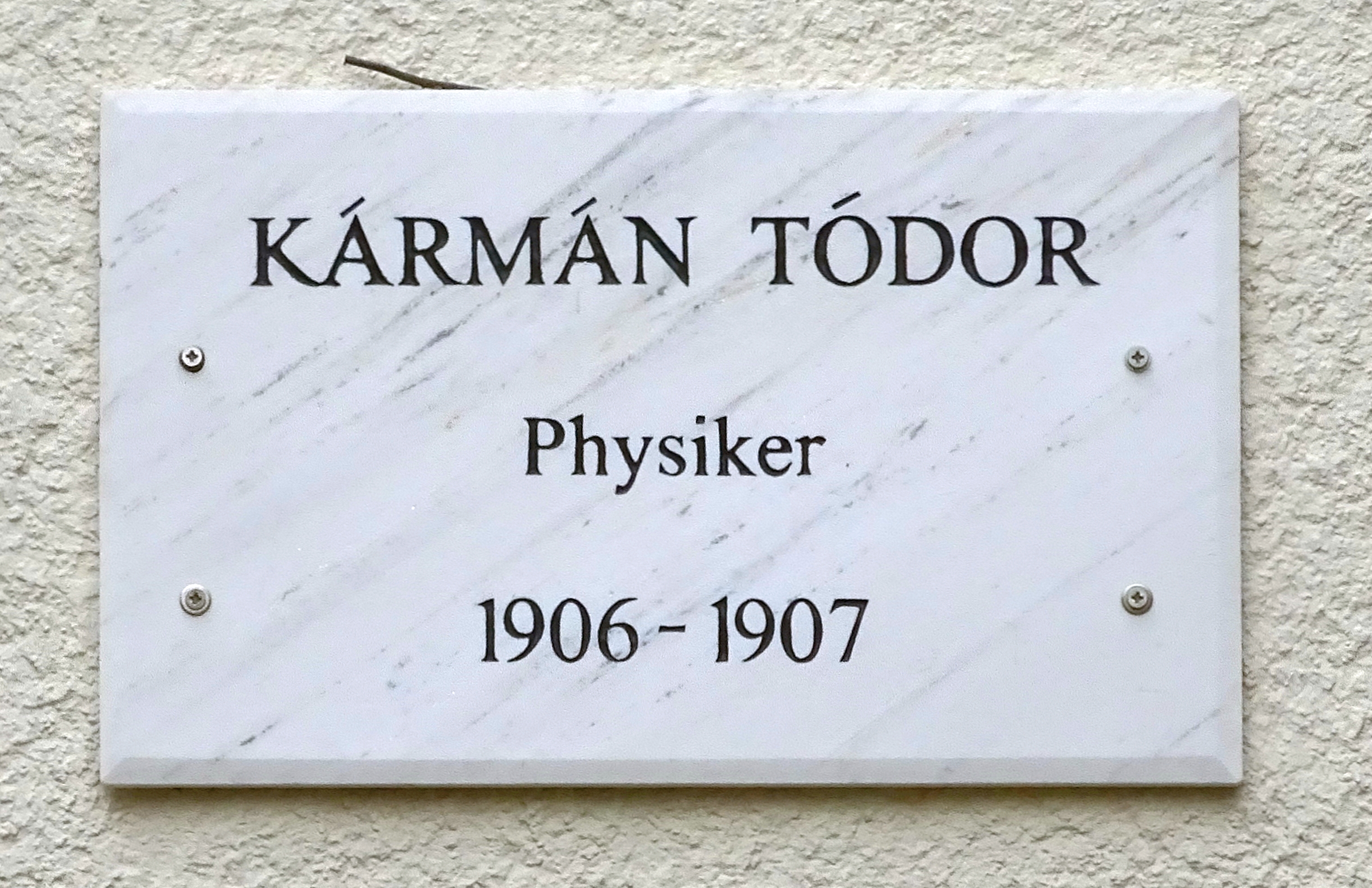
Göttinger Gedenktafel für Theodore von Kármán, hier unter dem Namen Kármán Tódor.

Die RWTH Aachen besitzt einen Auditorienkomplex mit Namen Kármán-Auditorium, das an der Kármánstraße liegt; in der niederländischen Nachbargemeinde Vaals gibt es eine Straße namens Professor von Kármánstraat. Ein Studentenwohnheim des Aachener Studentenwerks trägt seinen Namen. Ebenfalls nach ihm benannt wurde die sogenannte Kármán-Linie, die gedachte Grenze zum Weltraum.
1928 hielt er einen Plenarvortrag auf dem Internationalen Mathematikerkongress in Bologna (Mathematische Probleme der modernen Aerodynamik).
Theodore von Kármán war Ehrenmitglied oder Mitglied in 41 nationalen wissenschaftlichen Gesellschaften zwölf verschiedener Länder und 28 (29?) Mal wurde ihm die Ehrendoktorwürde verliehen, darunter auch von drei deutschen Hochschulen.
Darüber hinaus erhielt er mehr als dreißig verschiedene Ehrungen und besondere Auszeichnungen. Er erhielt 1946 die Medal for Merit, damals die höchste zivile Auszeichnung der USA. Seit 1938 war er Mitglied der National Academy of Sciences. 1941 wurde von Kármán in die American Philosophical Society und 1948 in die American Academy of Arts and Sciences gewählt.
1961 wurde er mit der James-Watt-Medaille ausgezeichnet. Ihm wurde als erstem Wissenschaftler für seine Verdienste in Wissenschaft, Technik und Ausbildung 1963 vom amerikanischen Präsidenten John F. Kennedy der Orden National Medal of Science verliehen.
Im Jahr 1956 wurde er Mitglied im International Council of the Aeronautical Sciences (ICAS) und 1960 in der International Academy of Astronautics. ICAS verleiht die Von Kármán Medal for International Cooperation in Aeronautics – etwa im September 1994 an den Windkanal ETW.
Im Jahre 1991 gab die amerikanische Post zu Ehren seines 110. Geburtstags eine Sonderbriefmarke heraus. Ihm zu Ehren werden die Von-Karman-Medaille (f. technische Mechanik) und der Theodore von Kármán Prize (f. angewandte Mathematik) verliehen.
Nach Theodore von Kármán sind der Krater Von Kármán auf dem Mond und ein Marskrater benannt. Ferner ist er Namensgeber für die Insel Kármán Island in der Antarktis. Der deutsche Bildhauer Bernhard Halbreiter (1881–1940) schuf 1933 eine etwa 50 cm große Bronzebüste von ihm.

## Werke
- Collected Works of Theodore von Kármán (1902–1951). 4 Bände, London: Butterworth Scientific Publications, 1956.